# Кутузовский тоннель
Куту́зовский тонне́ль — транспортная развязка на пересечении ТТК с Кутузовским проспектом, уникальная для Москвы пятиуровневая система, обеспечивающая движение пересекающихся автомобильных потоков. Строилась 23 месяца. Тоннельный комплекс сооружался открытым способом с использованием технологий, позволяющих вести строительные работы при частично перекрываемой проезжей части (без прерывания движения транспорта).
Количество тоннелей — 6, эстакад — 5. Длина двух центральных тоннелей — по 500 м, рамповых участков — по 210 м. Участок тоннелей непосредственно под Кутузовским проспектом представляет собой двухуровневую конструкцию: нижний — проезжая часть для автотранспорта, верхний — развитое подземное пространство для пешеходов и помещений служб эксплуатации тоннелей.
Среди подземных сооружений: торговый центр площадью около 2000 м², пешеходные переходы, инженерные системы.